# Biblioteka imeni Lenina (métro de Moscou)
Biblioteka imeni Lenina (en russe : Библиоте́ка и́мени Ле́нина et en anglais : Biblioteka Imeni Lenina) soit Bibliothèque Lénine), est une station de la ligne Sokolnitcheskaïa (ligne 1 rouge) du métro de Moscou, située sur le territoire de l'arrondissement Tverskoï dans le district administratif central de Moscou.

## Situation sur le réseau
Établie en souterrain, à 12 mètres sous le niveau du sol, la station Biblioteka imeni Lenina est située au point 010+52 de la ligne Sokolnitcheskaïa (ligne 1 rouge), entre les stations Okhotny Riad (en direction de Boulvar Rokossovskogo) et Kropotkinskaïa (en direction de Salarievo).

## Histoire
La station ouvrit le 15 mai 1935 et fut nommée d'après l'avoisinante Bibliothèque Lénine (connue maintenant sous le nom de Bibliothèque d'État de Russie). Ses architectes étaient A.I. Gontskevitch et S. Souline.
Afin de ne pas déranger le trafic, la station fut construite par excavation souterraine plutôt que la méthode du « cut-and-cover », bien que le plafond de la station ne soit situé qu'à deux mètres sous terre. Les conditions du sol et l'étroitesse du chantier de construction impliquèrent un design à simple voûte, ce qui est unique dans l'ensemble du réseau de métro moscovite. L'excavation entière ne réalisait que 19,8 mètres de largeur et 11,7 de hauteur. La voûte de la station fut construite à partir de pierres provenant d'éboulements, coulées dans du béton et renforcée d'un coffrage en fer. Elle fut assemblée sous un "parapluie" fait de papier enduit de bitume, afin d'empêcher les éventuelles inondations par les eaux souterraines. La finition de la station se fit avec du plâtre, des carreaux de céramique, et du marbre.
Initialement, la station possédait deux vestibules d'entrée, un à chaque extrémité. L'entrée sud, située entre le vieux et le nouveau bâtiment de la Bibliothèque d'État, est partagée avec la station Borovitskaïa. L'entrée nord temporaire, qui desservait Biblioteka imeni Lenina et Aleksandrovski sad, fut retirée dans les années 1940.

## Services aux voyageurs

### Intermodalité
Depuis cette station l'on peut se rendre sur la ligne Arbatsko-Pokrovskaïa par la station Arbatskaïa, sur la ligne Filiovskaïa par Aleksandrovski sad et sur la ligne Serpoukhovsko-Timiriazevskaïa par Borovitskaïa.
Malgré le fait que Biblioteka imeni Lenina et Aleksandroski sad (alors appelée Komintern) furent construites en même temps, elles ne furent connectées qu'à partir de 1938, quand Alexandrovski sad devint une station de la ligne Arbatsko-Pokrovskaïa. Avant cela, la ligne allant de Aleksandrovski sad à Kievskaïa faisait office de branche pour la ligne Sokolnitcheskaïa.